# أل باردو
أل باردو (بالإنجليزية: Al Pardo)‏ هو لاعب كرة قاعدة أمريكي، ولد في 8 سبتمبر 1962 في أوفييدو في إسبانيا.